# ヨウェリ・ムセベニ
ヨウェリ・カグタ・ムセベニ（Yoweri Kaguta Museveni,  発音, 1944年9月15日 - ）は、ウガンダの政治家。現在、同国大統領（第7代、1986年1月29日 - 現職）。ムセヴェニとも表記される。
イディ・アミン政権の転覆や、第二次ミルトン・オボテ政権への反乱に関与し1986年1月26日にカンパラを制圧、政権を掌握し1月29日に大統領に就任、以来35年以上もの間、大統領を務めている。北部を例外として内戦と腐敗の続いたウガンダで安定した政治と経済成長をもたらした。彼の在任はアフリカでのHIV/AIDSへの国家的対応の最も効果的な事例の一つに数えられる場合もある。1990年代半ばムセベニは西側の新世代のアフリカの指導者に選ばれた。第二次コンゴ戦争などの大湖沼地帯の紛争にも深く関わっている。ウガンダ北部では反乱により人道的な危機が続いている。
2006年には大統領の三選禁止規定の撤廃とそれに続く約四半世紀ぶりの選挙で、野党からの批判をかわし約60％の得票で三選を果たし、内外の関心を集めた。以降も5年おきの大統領選挙で当選を続け、直近では2021年1月14日執行の選挙で六選を果たしている。

## 生い立ち

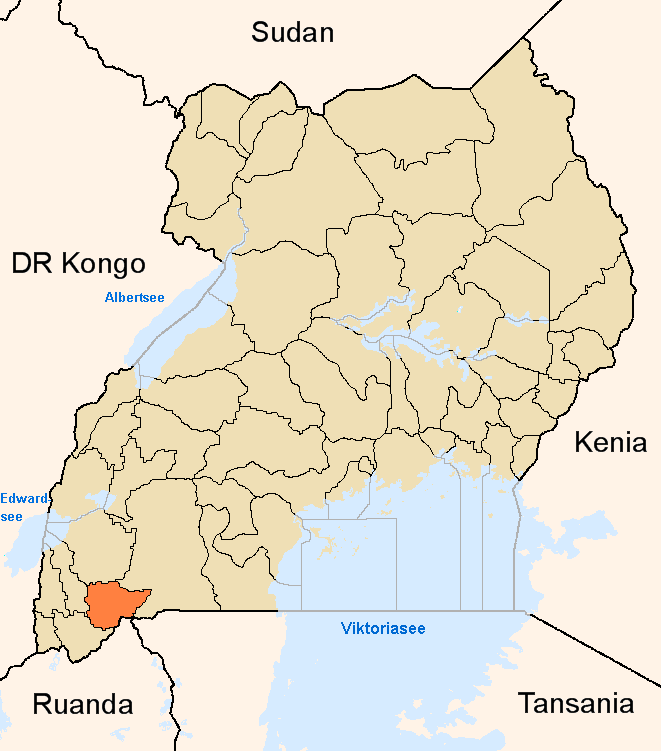
ントゥンガモ県の位置

1944年9月15日にウガンダ保護領南西部のントゥンガモ県でアンコーレ族の家庭に生まれた（ただし、1945年または1946年生まれの可能性も指摘されている）。姓のムセヴェニはウガンダ人の多くが第二次世界大戦中に仕えたイギリス植民地軍の王立アフリカ小銃隊の第7大隊に因んだ「第7大隊の男の息子」という意味である。ミドルネームは牛飼いである父親のエイモス・カグタからもらい、母はエステリ・コクンデカ、弟にサレム・サレーとして知られるケイレブ・アカンドゥワナホと妹にバイオレット・カジュビリがいる。ムセベニはキャマテ小学校からムバララ高校及びナタレ学園へと進み、その頃に福音主義のクリスチャンになった。1967年タンザニアのダルエスサラーム大学に進み経済学、政治学などを学び、過激な汎アフリカ主義活動に参加しながら古典的マルクス主義者となった。彼は大学で大学生アフリカ革命戦線を結成し、ポルトガル領モザンビークのFRELIMO支配地域へ学生代表団を率いてゲリラ訓練を受けた。またウォルター・ロドニーに学び、ムセベニはその修士論文として脱植民地後のアフリカへのフランツ・ファノンの革命的暴力の適用性について書いた。
1970年ムセベニはオボテ政権の情報機関に加わり、翌1971年1月イディ・アミン大将によるクーデターを受け、タンザニアへ逃れた。アミンとオボテの権力基盤はかなり異なり、民族対立及び地域対立の元になった。オボテは中北部のランゴ族、アミンは北西部のカクワ族出身である。イギリス植民地政府は国内の軍の主力にランゴ族とアチョリ族を当て、南部出身の民族は商業などで活動した。この傾向はクーデター当時まで続いており、アミンはカクワ族とルグバラ族を権力に据え、ランゴ族とその協力者であるアチョリ族を抑圧した。

## 救国戦線とアミン政権の転覆

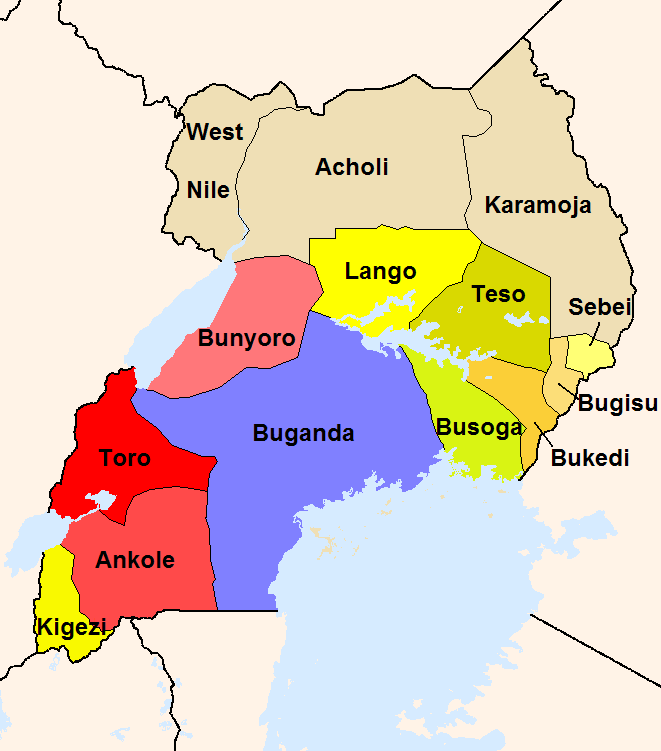
イギリスの植民地時代の保護国。ブガンダとアンコーレの南はタンザニア。

アミンに反対したランゴ族アチョリ族を主力とする亡命軍は、1972年9月にタンザニアからウガンダに侵入し、大損害を被って退けられた。反乱兵の地位はその年の内のタンザニアとウガンダの和平合意でより苦しくなり、ウガンダ攻撃のためにタンザニアの領土を使うことが否定された。ムセベニは1973年の救国戦線 (Front for National Salvation, FRONASA) 結成までの短期間北タンザニアのモシで大学講師をつとめた。同年8月元秘書でスチュワーデスのジャネット・カタハと結婚し後4人の子を儲けた。
1978年10月イディ・アミンはカゲラ州の領有を主張してタンザニアに侵攻した。1979年3月24日から26日にムセベニら救国戦線は反乱兵及び亡命者のモシへの集結を図り、イデオロギーの違いを超えたウガンダ民族解放戦線 (UNLF) が結成された。ムセベニは11人の執行委員の一人に選ばれ、議長にはユスフ・ルレが就いた。同時に28グループの代表からなる国民諮問会議も置かれた。UNLFは4月にアミン政権を打倒するためにタンザニア軍に加わった。ムセベニはUNLF政権の国防相に選ばれた。またムセベニはユスフ・ルレ政権の最年少大臣であった。ムセベニが救国戦線へと募集した部隊は新国軍に吸収された。彼らはムセベニへの忠誠を維持し後の第二次オボテ政権への反乱時にも主力となった。
1979年6月国民諮問会議は内紛によりユセフ・ルレに代えてゴッドフリー・ビナイサを新議長に選んだ。ビナイサも権力闘争で地位を追わることになる。11月にムセベニは国防相から地域協力相へ転任し、ビナイサは軍を掌握しようとした。オイテ・オジョク参謀長を解任しようとしたビナイサはパウロ・ムワンガ、ムセベニ、オケロらのクーデターで逆に軟禁された。ムセベニを副議長とする大統領委員会は12月に総選挙を実施すると発表した。
今日ではよく知られた人物であるムセベニがウガンダ愛国運動 (UPM) を結成したのはこの頃で、オボテのウガンダ人民会議 (UPC)、保守党 (CP)、民主党 (DP) などと戦った。UPCとDPが有力候補であると考えられた。公式結果はUPCの勝利を宣言し、ムセベニのUPMは126議席中の1議席のみを獲得した。投票の信頼性に関し多くの不規則が妥協された。選挙計画では、委員長のパウロ・ムワンガは各候補が別々の投票箱を持つべきとしたUPCの主張を支持した。これは他の政党から投票の操作が容易になるとして猛然と反対された。浮動票がUPCに流れた可能性もあった。一般に親UPCの北部ウガンダの有権者数は反UPCのブガンダと比較して少なかった。不正選挙の疑いがムワンガの公式発表までに広まり、敗北した政党は選挙違反の例を挙げて新政権の承認を拒否した。

## ブッシュ戦争（ウガンダ内戦）

### 第二次オボテ政権と国民抵抗軍
ムセベニは支持者とともにバントゥー系が優勢である南部及び南西部の故郷に戻り、民衆抵抗軍 (PRA) を結成した。彼らは第二次オボテ政権とウガンダ民族解放軍 (UNLA) への反乱を企てた。暴動は1981年2月6日に中西部のムベンデ県の軍施設への攻撃で始まった。PRA はユスフ・ルレのウガンダ自由戦士 (UFF) と統合し国民抵抗軍 (NRA) となり、政治部門を国民抵抗運動とした。別の2つの反乱軍・ウガンダ国民救済戦線 (UNRF) と元ウガンダ国軍 (FUNA) も西ナイル地方でアミン支持者の残党により結成され、オボテの軍と交戦した。
国民抵抗運動/軍は長期政権のための「10項の目標」（民主主義の回復、治安、国民統合の強化、独立の維持、独立して統合された自律的経済の確立、社会サービスの改善、腐敗と権力濫用の根絶、不平等の縮小、アフリカ諸国との協力、混合経済）を掲げた。
1985年7月までにアムネスティ・インターナショナルはオボテ政権下でのウガンダでの死者を30万人以上と見積った。CIAのザ・ワールド・ファクトブックでは10万人以上としている。人権団体は1982年以来の人権状況を改善するように度々抗議を行った。特に人権侵害が目立ったのはウガンダ中央部のルウェロ三角地帯であった。この期間のウガンダからの報告によりオボテ政権は国際的な批判を受け、ムセベニの反政府勢力への海外からの支援を増大させた。ウガンダ国内では北部出身者特にランゴ族とアチョリ族が優勢な UNLA に対抗する暴動への残忍な鎮圧に、NRA と共にウガンダの最大の民族であるブガンダが巻込まれた。ミルトン・オボテはルウェロでの人権侵害を NRA のせいにしたまま2005年に亡命先の南アフリカで亡くなった。

### ナイロビ合意
1985年7月27日UPC内部の派閥争いでクーデターが起こりアチョリのバジリオ・オララ＝オケロ及び元司令官のティトー・オケロがオボテに代わった。これに対しムセベニとNRM/Aは第二次オボテ政権に対する4年間の革命闘争が人権侵害を重ねてきた信用ならないUNLAに「乗っ取られ」たと怒った。しかしこれに拘らず、NRM/Aはケニアのダニエル・アラップ・モイ大統領を仲介者代表とする和平交渉に臨んだ。8月26日から12月17日まで続いた交渉は不評かつ刺々しいもので、合意による停戦はほぼすぐに破綻した。ナイロビで署名された最終合意は停戦、カンパラの非武装化、NRAと政府軍の統合、およびNRA指導部の軍事評議会への吸収を求めた。これらが満たされることは無かった。
最終合意の見通しは、ケニア代表団のウガンダの状況理解の不足や適切なウガンダ人の不在、国際的な要因を含め限界があった。結局、ムセベニと完全な軍事的勝利を達成する能力があったNRAは、「尊敬ならない司令官」と権力を共有するのを拒んだ。

### カンパラ制圧
ムセベニは和平交渉の間にオケロの軍事政権を支持してザイール軍を介入させようとしたモブツ将軍の機嫌をとった。それでも、1986年1月20日ザイール軍はイディ・アミン支持者の数百人の部隊を伴いウガンダ領に侵攻した。これらの部隊はザイールで秘密の訓練を受け10日前にオケロからの要請を受け内戦に干渉した。このことは後にムゼベニが第一次コンゴ戦争に介入する契機となった。
しかし既に NRA は次の段階に進んでいた。1月22日までには、反政府軍が南と南西から進軍したとき、カンパラの政府軍は大量に拠点を放棄し始めていた。25日ムセベニ率いる党派はついに首都を制圧した。 NRAはオケロ政権を倒し、翌日勝利を宣言した。
3日後の1月29日ムセベニは大統領就任を宣言し、イギリス生まれのピーター・アレン司法長官により就任式が営まれた後でムセベニは「これは単なる軍の交替ではない、根本的な変化だ。」と述べた。そしてウガンダ国会の外に集まった数千の群衆に対し「アフリカの人々、ウガンダの人々は民主的政治の権利を与えられている。それは特定の政権の好意によるものではない。主権を有する人々とは政府ではなく、公衆でなければならない。」と演説した。

## 革命政権

### 政治と経済の再建
ウガンダのアミン以降の政権は腐敗、派閥抗争などで秩序回復の困難さを示し大衆的な合法性を得られなかった。ムセベニは、新政権が同じ目に遭わないために同様の誤ちの繰り返しを避ける必要があった。NRM は前任者達より幅広い民族的基盤を形成した上で、4年間の暫定政権であると宣言した。それにもかかわらず、様々な派閥の代表がムセベニによって精選された。ウガンダのそれまでの歴史に陰を落とした派閥間の暴力は政党活動と政党が民族的に異なる支持基盤を持つことを制限することを正当化させた。無党制により政党そのものは禁止されなかったが直接選挙で候補者を選ぶことはできなくなった。ムセベニが全てのウガンダ人に従うことを求めたいわゆる「抵抗運動」体制がこの20年間のウガンダ政治の基礎となった。
村レベルから直接選出された抵抗議会（のち地方議会）制度は地方の問題を扱うために設置され、固定価格商品の公正な分配も行う。抵抗議会議員の選挙は多くのウガンダ人にとって様々なレベルでの権威主義的であったこの数十年間で初めての民主的な経験となり、県レベルまでの同様の構造が5段階繰返される仕組みにより人々のよりハイレベルでの政治への理解を助けた。
新政権は外交的にも広範な支持を得て、内戦による経済的な損失やハイパーインフレなどに対し国際収支統計などの経済概念を導入して対処した。マルクス主義思考を捨て、IMFや世界銀行の新自由主義の構造調整を受け入れた。1987年からはIMFの経済復興計画 (ERP) を導入した。成長、投資、雇用、輸出の拡大のためのインセンティブの回復、輸出拡大のための貿易の多角化、私企業の成長促進のための規制緩和と公企業の民営化、あらゆるレベルでの貿易の自由化などが行われた。

### 外交と紛争

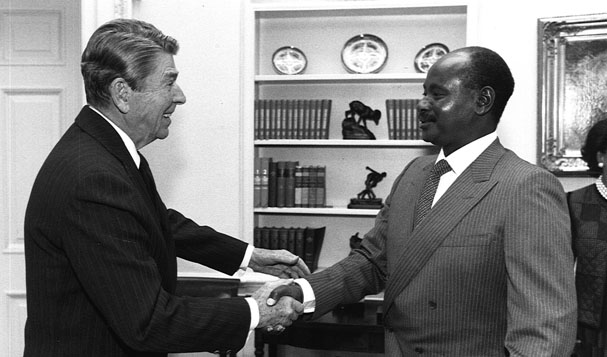
1987年、ホワイトハウスでロナルド・レーガンと会談するムセベニ

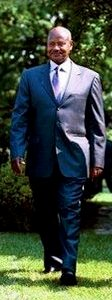
2003年、ワシントンD.C.を訪問するムセベニ

政権獲得後もムセベニは NRA の総司令官の地位を維持した。ケニアのモイ政権は当初新政権がケニアの反政府勢力を支援している疑惑を持った。緊張が高まり1987年末には国境のブシアで軍事的な衝突のない睨み合いが起った。内陸国でインド洋へのアクセスをモンバサ港に依存しているウガンダにとってはいかなる国境封鎖も経済に打撃となった。
オボテ政権へのゲリラ闘争の間 NRA は国籍を問わず戦闘に参加する兵士を集めた。オボテ政権による亡命ルワンダ人への迫害は彼らの NRA 加入の弾みになった。ムセベニ政権の始めの数年間には数千人のルワンダ人がその地位を維持していた。1990年9月30日の夜NRAの4千人のルワンダ人兵士が密かに兵舎を離れ、他の部隊と共にルワンダ領へ侵入した。ルワンダ愛国戦線 (RPF) はNRAの内部で細胞を用いて多数の成員を行動させていたことが後に判明している。
RPFはジュベナール・ハビャリマナ政権に反対するルワンダ人亡命者の組織で、ムセベニ及びNRMと結び付いていた。アンコーレ人のヒマであったムセベニは、ハム仮説により「ウガンダのツチ」として自らをツチと結びつけ、同胞が苦難の中で慰めを得られるように中心的な役割を果たした。RPFの指導者の中にはフレッド・ルウィゲマやポール・カガメがいたが、彼らはNRMの創設メンバーでもあった。侵攻当初、ムセベニとハビャリマナは共に米国での国連サミットに参加していた。このRPFの動員タイミングは、RPFを止めるには遅すぎる、となるまでムセベニが現地を離れていられるように図られたものだという説がある。ルワンダ軍はベルギー、フランス、ザイール軍の助力を得てようやく RPF を撃退した。
1990年9月の侵攻に関し、ムセベニはこれを共謀したかまたは軍の統制を失っているか、もしくはその両方であるとして非難された。RPF はルワンダとウガンダの国境に跨るヴィルンガ山地に溶け込んだ。ハビャリマナ政権はウガンダが RPF に領土を後方基地として使わせていると非難し、ウガンダの国境付近の村を砲撃した。ウガンダも反撃したと広く信じられているが、これは多分RPFの拠点を守ることになったと思われる。この戦闘で6万人以上が家を逐われた。両国間で安全保障条約が結ばれ、両国はお互いの国境沿いの治安維持について協力することで合意したが、再起した RPF は1992年までにルワンダ北部の多くを占領した。
ムセベニは1991年及び1992年にアフリカ統一機構 (OAU) の議長に選出された。
1994年4月ハビャリマナとブルンジのシプリアン・ンタリャミラ大統領の乗った飛行機がキガリ国際空港上空で撃墜され、80万人以上が殺害されたルワンダ虐殺の引き金となった。RPFはキガリを制圧しウガンダ軍の協力を得て政権を握った。
1995年4月ウガンダは神の抵抗軍 (LRA) への支援を理由にスーダンとの外交関係を絶った。スーダンは逆にスーダン人民解放軍への支援を非難した。これら二つのグループは共に穴だらけの国境を行き来して行動している疑いがあった。ウガンダとスーダンの不和は1988年には始まっていた。アミン政権及び第二次オボテ政権時代にはウガンダ難民は南部スーダンで保護を求めた。1986年に NRA が政権を握るとこれら難民は西ナイル岸戦線や後の LRA に加わるようになった。長期間にわたりムセベニ政権はスーダンをウガンダの安全にとって最大の脅威と看做した。

### 治安と人権
NRM は治安と人権の回復を掲げて権力を得た。10項の目標の内にも挙げられており、ムセベニは就任演説の際にも、
「我々の計画の2点目は人と財産の安全保障である。全てウガンダ人はどこであれ[絶対に]安全に暮らさなくてはならない。我々の安全を脅かす者はいかなる個人及び集団も容赦なく討ち果される。ウガンダの人々は我らの国土の内の仲間の人間からではなく我々を超えた自然に従って死ぬべきである。」
と述べた。しかし NRM がカンパラに新政権を発足させて以降も反乱と戦闘が続きこの目標が全土に及んだことはない。就任当初ムセベニは支持基盤のバントゥー系の多い南部及び南西部から強い支持を得た。ムセベニはこれまで政治的な発言の少なかった北東部の半遊牧民のカラモジョン族とも手を結んだ。しかしスーダンと国境を接する北部地域では混乱が続いている。西ナイル地方ではカクワ族とルグバラ族のかつてのアミン支持者らによるUNRFとFUNAが活動していたが、モーゼス・アリが第二副首相になることで戦闘を停止した。南部出身者による政府が立てられたことで北部出身者は不安を覚えた。ランゴ族、アチョリ族、イテソ族の反乱軍は NRA の強さに驚き、スーダン南部へと逃れた。アチョリのウガンダ人民民主軍 (UPDA) はアチョリランドのNRA による占領を阻止できず、自棄的な千年王国説を唱える聖霊運動 (HSM) を招いた。UPDAとHSMの敗北により兵力は神の抵抗軍 (LRA) へと引継がれ、LRAの被害はアチョリ自らに及んだ。
ムセベニは評判を回復するために人権の尊重を訴えたが、NRM も少年兵の使用 を非難された。NRA は公正さを認められるよう努めたがすぐに失墜した。ある村人は「ムセベニの部下が最初に来たとき、よく活動し私たちも彼らを歓迎した、しかし、彼らは人々を逮捕し殺し始めた。」と語った。

1989年6月アムネスティ・インターナショナルは "Uganda, the Human Rights Record 1986–1989"  と題したウガンダの人権報告書を発表した。それは NRA の部隊により遂行された数多の人権侵害を報告した。戦闘の最も激しい局面の1つの1988年10月から12月の間に NRA はグルの町とその周りの約10万の住民を強制移住させた。兵士は強制移住の際に家や穀倉を焼き数百人を超法規的に処刑した。しかしながらアミンやオボテ政権の間に行われたような系統的な拷問の報告はほとんどなかった。結論で報告書は
NRM 政権の人権の履行状況は政権獲得後4年間で初期の数ヶ月よりどう見ても悪化している。しかしながら、複数の評論家と観測者が「大量の人権侵害へ逆戻りする傾向がある」として、「ウガンダは悪い政府の手で苦しめられるよう運命づけられている」と言うのは事実ではない。
としていくらかの希望を伝えた。

## 大統領時代

### 1996年の選挙
1996年5月9日大統領選挙が行われ、ムセベニは72.6%の投票率において75.5%の得票で超党派勢力連合のポール・セモゲレレと新人のモハメド・マヤンジャに勝利した。内外の選挙監視団は、投票の有効性を認めたが、敗北した候補者達は選挙結果を拒絶した。1996年5月12日ムセベニは再び大統領に就任した。
ムセベニの選挙戦における主な武器は国土の大部分での治安と経済の回復だった。彼の選挙対策本部が用いた忘れ難い選挙用のイメージはルウェロ三角地帯での頭蓋骨の山を表現していた。この領域の住民は内戦の間に苦しめられたこの強力なシンボリズムを忘れることはできなかった。他の候補は主要な訴えをムセベニのそれに匹敵させようと苦労した。ムセベニは特に南部出身者に対して地域の言語を使用することで政治的な訴えを広める目覚しい能力を持っていると思われた。ムセベニは「指導力に磨きをかける」との表現を用いて「権威の重荷を担う威厳のある人物」であるように自らを演出した。彼は適切な地域の口語的な言語で尊重の意思と部族政治を超えることを示す目的で英語、ガンダ語、ニャンコレ語、スワヒリ語を流暢に用いた。
大統領選に至るまで、セモゲレレは NRM政権で大臣を務めていた。ムセベニの「抵抗運動」に対する分け前を主張するよりもムセベニと NRM に挑戦することを選んだ彼の判断は繊細な日和見主義と看做され、政治的な過ちとして扱われた。バガンダにとってUPCとセモゲレレの同盟は呪いだった。そうでなければ、バガンダは民主党の指導者である彼を何らかの形で支援しただろう。またセモゲレレはムセベニがルワンダ人だと主張した。同様の主張は、彼の出生地がウガンダ＝ルワンダ国境に近く、民族的にもアンコーレ族がルワンダ人と近いこと、彼の軍で現ルワンダ大統領のポール・カガメを含むルワンダ人が支配的であったこと等により批判者から繰返し主張された。

### 国際的な評価
ムセベニはIMFの構造調整計画に沿って歳出削減や国営企業の民営化等を行ったために西側から賞賛された。報道機関の自由はアミン/オボテ政権と比較して拡大され、多くの民間のFM放送局が1990年代後半に開局された。恐らくムセベニの最も広く注目を集めた成果はエイズに対する政府による初期の取組みである。1980年代にウガンダは世界でHIV感染率の高い国の一つであったが、現在のウガンダの感染率は比較的に低くなった。これは世界的なエイズウイルスに対する取組みの中でも国家的に成功した稀な例であった。
1998年4月ウガンダは7億USドルの支援を受け重債務貧困国 (HIPC) イニシアチブにおける最初の適切な債務軽減対象国とされた。
ムセベニは国家的な女性差別是正措置計画でも賞賛され、約10年間副大統領に女性のスペシオーザ・カジブウェを据え、女性の大学進学を助成した。他方でムセベニは女性の土地所有権の拡大（婚姻関係による財産共有の権利）要求には反対した。

1990年代半ばムセベニはアフリカの新しい指導者の例と思われた。1997年の『ニューヨーク・タイムズ』の記事の一節はムセベニが西側のメディア、政府、学者から高い評価を受けていたことを示している。
ウガンダは元ゲリラの運営する勢いのある時代となった。彼は権力と展望を確保して足取りを調整しながら指導力を振るう。複数の外交官やアフリカ専門家が「ヨウェリ・K・ムセベニ大統領は、アフリカを作り直す、冷戦時代を特徴付けた腐敗した強い男の政権の終わりを告げる、イデオロギー的な運動を始めた。」と言うのを聞くのも不思議ではない。最近、大陸の向こう側の政治学者は、ムセベニのことをアフリカのビスマルクと呼んでいる。現在彼をアフリカで尊敬されている南アフリカ大統領、ネルソン・マンデラ以外には引けを取らない「別の政治家」と看做す者もいる。
これらの寛大な評価は度々見直される。

### 外交と紛争
ルワンダ虐殺後、ルワンダ新政権は当時ザイールであったコンゴ民主共和国に逃れた元国軍兵士に脅かされていると感じた。彼らはモブツの支援を受けていた。これに対しルワンダ政府とムセベニはローラン・カビラの反政府勢力がモブツを倒し権力を握るように支援した。
1998年ルワンダとウガンダは今度は元は味方であったカビラを倒すために再びコンゴに侵攻した。この決定はムセベニと軍高官のみにより行われ、文官及び1995年憲法で定められた議会の承認を得たものではなかった。ムセベニは侵攻に従事させる将校を説得した。「我々はルワンダ人の始めた戦争を完結させねばならぬ。そして我らの大統領は時間を割いて我々がコンゴに取分があると納得させた」とある上級将校は語った。ウガンダの介入の表向きの理由はルワンダ軍と協力してDRCでのバニャムレンゲに対する「大量虐殺」を止めることであった。カビラは国境を閉鎖することができず、また民主勢力同盟 (ADF) がコンゴを後方基地としてウガンダで活動するのを許した。実際にはUPDFはコンゴ＝ウガンダ国境には配備されず、戦線は国境から1,000Km以上（600マイル以上）西で反政府勢力のコンゴ解放運動を支援していた。このためウガンダ軍は ADF が主要都市のフォート・ポータルに侵入し、西ウガンダの刑務所を接収するのを防ぐことができなかった。
ルワンダとウガンダの部隊はコンゴの豊かな鉱物資源と木材を略奪した。ウガンダをアフリカ危機対応構想の中心に据えるべく軍事援助を行っていた 米国のクリントン政権はウガンダへのすべての軍事援助を停止した。カガメとムセベニの関係悪化と緊張に伴い2000年にはルワンダ軍とウガンダ軍がコンゴのキサンガニで3度砲火を交えた。ムセベニはイトゥリ紛争にも介入し非難を浴びた。2005年12月19日国際司法裁判所はウガンダに第二次コンゴ戦争における人権侵害への補償をコンゴ民主共和国に支払うよう判決を下した。
北部と南部スーダンにおけるウガンダ軍とSPLA、LRAとハルツーム政府の関係は依然として続いていたが、ハルツームとムセベニの関係改善により、相互の代理攻撃は停止され、ウガンダ軍がスーダン領内でも直接LRAを攻撃できるようになった。

### 近年の動向
その後も大統領職にあり続け、2021年の大統領選挙への出馬も意欲を示し、11人が立候補する中でも優勢と見られていた。2020年11月18日には野党最大勢力・国家統一プラットフォームのボビ・ワインことロバート・キャグラニの身柄が一時的に拘束されたことを契機に抗議デモが発生。若者と警察官が衝突、少なくとも37人が死亡するなど不満を募らせる国民の存在も確認されていたものの、2021年1月14日に執行された大統領選挙ではが58.64％の票を獲得し六選。ボビ・ワインは34.83％にとどまった。
この選挙においてはムセベニ派がFacebook上でキャンペーンを展開したが、それらに使用されたアカウントはFacebookによって停止させられた。その後ウガンダ政府はインターネットへのアクセスを停止させたが、そのために選挙を行う際の生体認証に支障が発生した。
2025年6月、ヨウェリ・ムセベニは2025年1月の大統領選挙への立候補を発表した。

## 家族
息子のムフージ・カイネルガバ（1974年生）は軍のトップであり、ムセベニが選んだ後継者と見做されている。SNS上で過激な発言を繰り返す人物としても知られており、その中でも2022年10月3日から4日にかけて隣国ケニアに対し軍事侵攻を示唆すようなツイートを繰り返したことでケニア国民の反発を買った。このため4日に陸軍司令官を解任され、翌5日にはムセベニが公式サイト上で謝罪声明を発表した。しかし引き続き特殊作戦担当の大統領上級補佐官を務めるほか中将から大将に昇格しており、父ムセベニもこの昇格を擁護したほかカイネルガバを情熱的な汎アフリカ主義者と持ち上げた。この騒動で以降は国家の情勢に関するツイートはしないと表明したものの、2023年3月15日には2026年大統領選挙へ出馬するとツイートした。2024年3月21日、ムセベニがカイネルガバを軍最高司令官に任命したことが国防省より発表された。

## 脚註
1. ↑  “Uganda: Targeting 40 Years in Power, Who Is Candidate Museveni?”. AllAfrica. (2020年11月3日) 2021年1月20日閲覧。
2. ↑  Oloka-Onyango 2003 Project MUSE.
3. ↑  "Fanon's Theory on Violence: Its Verification in Liberated Mozambique", Yoweri Museveni, from Essays on the Liberation of Southern Africa, ed. Nathan Shamuyarira (Dar es Salaam: Tanzania Publishing House) 1971, pp. 1–24
4. ↑  Self-Determination Conflict Profile: Uganda Archived 2006年7月11日, at the Wayback Machine., J. Clark; and Causes and consequences of the war in Acholiland, O. Otunnu, Accord magazine, 2002
5. ↑  Chronology, from "Protracted conflict, elusive peace - Initiatives to end the violence in northern Uganda", ed. Okello Lucima, Accord issue 11, Conciliation Resources, 2002
6. ↑  "Causes and consequences of the war in Acholiland", Ogenga Otunnu, from Lucima et al, 2002
7. ↑  "Profiles of the parties to the conflict", Balam Nyeko and Okello Lucima, from Lucima et al, 2002
8. ↑  CIA The World Factbook - Uganda
9. ↑  Uganda, 1979–85: Leadership in Transition, Jimmy K. Tindigarukayo, The Journal of Modern African Studies, Vol. 26, No. 4. (Dec., 1988), pp. 619. (JSTOR)
10. ↑  "Kampala troops flee guerrilla attacks", The Times, 23 January 1986
11. ↑  "Troops from Zaire step up Uganda civil war", The Guardian, 21 January 1986
12. ↑  "Kampala troops flee guerrilla attacks", The Times, 23 January 1986
13. ↑  "Museveni sworn in as President", The Times, 30 January 1986
14. ↑  第141回アフリカ地域研究会・LORC 第4班 2006年度 第6回研究会
15. ↑  アイ・シー・ネット 「PRSP/公共財政管理に係る基礎調査 報告書」 2-23,24 pp.83,84
16. ↑  "Structural Adjustment in Uganda"
17. ↑  S. B. Bekker, Martine Dodds, Meshack M. Khosa, Shifting African identities, vol2, p.156, HSRC Press, 2001. ISBN 9780796919861
18. ↑  "Africa’s child soldiers", Daily Times, 30 May 2002
19. ↑  "Uganda: A Killer Before She Was Nine", Sunday Times, 15 December 2002
20. ↑  ISBN 978-0939994441
21. ↑  Uganda:Breaking the Circle" Archived 2003年6月5日, at the Wayback Machine., Amnesty International, 17 March 1999
22. ↑  "Uganda: Heavily Indebted Poor Country Initiative (HIPC)", World Bank
23. ↑  "Gender implications for opening up political parties in Uganda" Archived 2012年1月18日, at the Wayback Machine., Dr. Sylvia Tamale, Faculty of Law, Makerere University, from the Women of Uganda Network
24. ↑  Uganda Leader Stands Tall in New African Order, James C. McKinley, New York Times, 15 June 1997
25. ↑  "Explaining Ugandan intervention in Congo: evidence and interpretations", John F. Clark, The Journal of Modern African Studies, Vol. 39, pp. 267–268, 2001 (Cambridge Journals)
26. ↑  ibid. pp. 262–263 (Cambridge Journals)
27. ↑  "Uganda and Rwanda: friends or enemies?", International Crisis Group, Africa Report No. 14, 4 May 2000
28. ↑  New Vision, 26 and 28 August 1998
29. ↑  "L'Ouganda et les guerres Congolaises", Politique Africaine, 75: 43–59, 1999
30. ↑  ピエール・アブラモヴィシ; 吉田徹 (2004年7月). “アフリカにおける米国の軍事政策再編”. ル・モンド・ディプロマティーク{{cite news}}:  CS1メンテナンス: 曖昧な日付のフォーマット (カテゴリ)
31. ↑  "Armed Activities on the Territory of the Congo (Democratic Republic of the Congo v. Uganda)", ICJ Press Release, 19 December 2005
32. ↑  山口ひろみ 浅霧勝浩 訳 エヴァ・ウェイミュラー「秘密裏に国外へ持ち出されるコンゴの鉱物資源」『JANJAN/IPSJapan』2006年1月4日/26日
33. ↑  “大統領選、5期目を目指す現職が優勢、抗議デモでは死傷者も”.   JETRO (2020年12月25日). 2020年12月30日閲覧。
34. ↑  “Uganda's Museveni declared winner of presidential poll: election commission”. ロイター. (2021年1月16日) 2024年10月10日閲覧。
35. ↑  “Uganda social media row raises question over regulation in Africa”. BBCニュース. 14 January 2021. 2021年1月17日時点のオリジナルよりアーカイブ. 2021年1月17日閲覧.
36. ↑  Bavier, Joe (14 January 2021). Clarke, David (ed.). “Uganda orders internet blackout until further notice - MTN”. ロイター. 2021年1月15日時点のオリジナルよりアーカイブ. 2024年10月10日閲覧.
37. ↑  Swails, Brent; McKenzie, David; Busari, Stephanie (14 January 2021). “Uganda internet shutdown causes polling problems as ex-popstar takes on veteran President”. CNN. 2021年1月15日時点のオリジナルよりアーカイブ. 2024年10月10日閲覧.
38. ↑  “ウガンダ: 大統領1986 年以来権力を握っているムセベニ氏は再選の候補者となる”. Radio France International (2025 年 6 月 24 日). 2025 年 6 月 24 日閲覧。 エラー: 閲覧日が正しく記入されていません。
39. ↑  “「２週間でナイロビ占領」　ウガンダ大統領、息子のツイートめぐりケニアに謝罪”. CNN.co.jp. CNN. (2022年10月7日) 2022年10月7日閲覧。
40. ↑  “Ugandan leader’s son announces candidacy for president, before withdrawing tweet”. アフリカニュース. (2023年3月16日) 2023年3月31日閲覧。
41. ↑  “Ouganda: le président Museveni nomme son fils à la tête de l’armée”. ラジオ・フランス・アンテルナショナル. (2024年3月22日) 2024年3月29日閲覧。